# UAAR

Logo da UAAR.

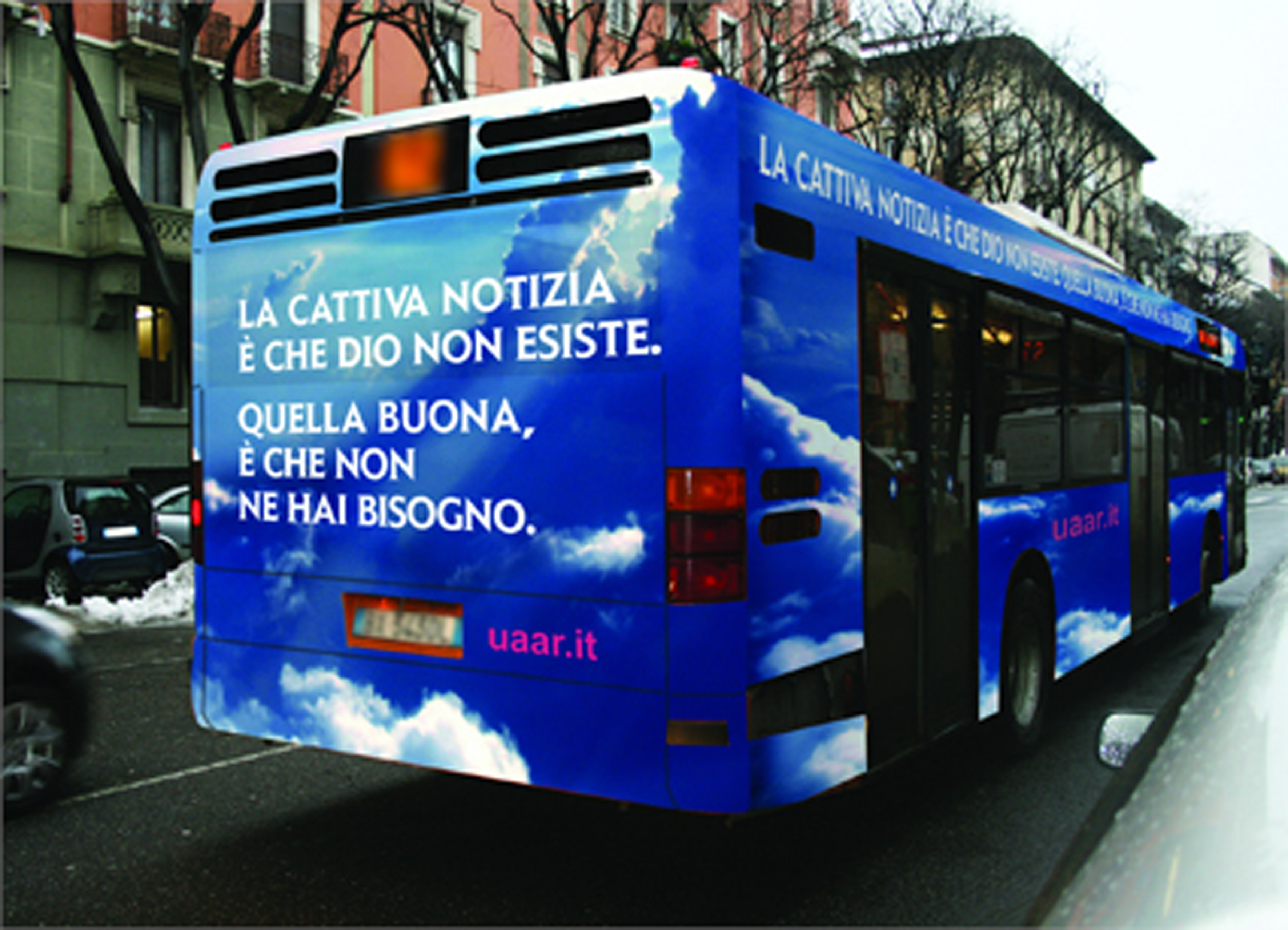
Campanha da UAAR: "A má notícia é que Deus não existe. A boa notícia é que você não precisa dele."

A União Italiana dos Ateus e Agnósticos Racionalistas (UAAR) é a única associação italiana dos ateus e agnósticos e é completamente independente dos partidos políticos: o adjetivo racionalista indica a confiança na razão como vínculo da referência entre os seres humanos.
Desde 1991 a União promove na Itália a difusão das teorias do ateísmo e do agnosticismo, defende o caráter laico do Estado e luta contra todos os privilégios concedido ao catolicismo e contra todas as discriminações pelos não crentes.
A actividade da UAAR se desenrola de várias maneiras. A nível editorial, desde dezembro de 1996, publica e distribui a revista trimestral "L’Ateo" e desde 1998 dispõe dum sítio na Internet. Dedica particular atenção, incluso através de contatos com ministros e parlamentários, para promover iniciativas legais pelo completo reconhecimento jurídico do ateísmo e dos direitos dos ateus.
UAAR è afiliada à IHEU (União Internacional Ética e Humanista) e à FHE (Federação Humanista Europeia).
Entre as maiores metas do grupo está a abolição do artigo 7º da Constituição Italiana, que reconhece o Tratado de Latrão entre Itália e Vaticano.